# Helem
Helem (arabisch حلم) ist eine libanesische Organisation für Lesben, Schwule, Bisexuelle, Trans- und Intergeschlechtliche. Sie setzt sich in der arabischen Welt länderübergreifend für die Wahrung und Erweiterung der Rechte von Lesben, Schwulen, Transgeschlechtlichen und Bisexuellen einsetzt. Der Name ist ein Akronym für himaya lubnaniyya li-l-mithliyyin wa-l-mithliyyat / حماية لبنانية للمثليين والمثليات / ḥimāya lubnānīya li-l-miṯlīyīn wa-l-miṯlīyāt, zu Deutsch so viel wie „Libanesische Schutzorganisation für Schwule und Lesben“. Das Wort حلم, das im libanesischen Dialekt helem (ḥelem) und im Hocharabischen hulm (ḥulm) ausgesprochen wird, bedeutet gleichzeitig „Traum“ und „Geduld“/„Besonnenheit“.

## Organisation
Helem wurde im Februar 2004 in Kanada gegründet. Heute ist die Zentrale in Beirut im sogenannten Zicco House. Schwesternorganisationen existieren in  Montréal und Paris. Zu den Förderern gehören die New Yorker Lesbenorganisation Astraea, die Heinrich-Böll-Stiftung, medico international und die niederländische Botschaft im Libanon. Der derzeitige Direktor ist Georges Azzi, der auch als Gründer der Organisation gilt.

## Ziele
Helem setzt sich dafür ein, dass die Diskriminierung von Homo-, Bi- und Intersexuellen im Libanon endet, sowohl in rechtlicher als auch in sozialer und kultureller Hinsicht. Eines der obersten Ziele der Organisation ist die Abschaffung des Artikels 534 des libanesischen Strafgesetzbuchs, der sogenannten unnatürlichen geschlechtlichen Verkehr unter Strafe stellt. Dieser Artikel ist aus Sicht Helems ein Verstoß gegen die Menschenrechte. Helem engagiert sich des Weiteren im Kampf gegen AIDS. 
Helem unterhält eine Hotline und das erste offiziell anerkannte Beratungszentrum für Lesben, Schwule und Bisexuelle in der arabischen Welt.

## Publikationen
Helem war an der Publikation des Buchs Ruhab al-mithliyya: mawakif wa-schahadat / رهاب المثلية: مواقف وشهادات / ruhāb al-miṯlīya: mawāqif wa-šahādāt, zu Deutsch „Homophobie: Ansichten und Standpunkte“ beteiligt, nach Aussage Helems das erste Buch in arabischer Sprache zum Thema Homophobie. Außerdem geben die Mitglieder von Helem die Zeitschrift Barra (برا barrā) heraus, die vierteljährlich erscheint (برا heißt auf Deutsch „draußen“ und ist eine Übersetzung des Englischen „out“, das so viel heißt wie „offen schwul oder lesbisch lebend“ [vgl. Coming Out]). Sie kann auch auf der Helem-Website heruntergeladen werden.